# Lääninpuisto
Le parc régional (en finnois : Lääninpuisto) est un parc situé à côté du centre-ville de Kouvola en Finlande,.

## Description
Lääninpuisto est situé à côté de l'église centrale de Kouvola.
Le parc a été construit en 1973 sur le site d'anciennes maisons individuelles et de la route Ylisen Viipurintie.
Il y a trois mémoriaux de guerre dans le parc: la pierre commémorative du Régiment de Finlande centrale, la pierre commémorative du Régiment d'Infanterie 25 de la guerre de Continuation (JR 25) et le Monument aux héros tombés pendant la guerre.